# 京浜グループ
京浜グループ（けいひんグループ）は、1930年代後半の京浜地域で活動していた左翼活動者のグループであり、戦前では最末期に活動していた左翼グループの一つとして知られる。「京浜労働者グループ」とも。

## 概要
「京浜グループ」は、1935年春の袴田里見の逮捕により、（第二次）日本共産党中央委員会が壊滅した後に共産党再建を目的に作られた共産主義グループの一つであり、主に京浜工業地帯で活動し、労働者に対してオルグや学習会活動をしていたのでこの名称で呼ばれている。
グループの活動は二期にわたり、第一期は芝寛、中西篤、中西三洋、松本慎一、古在由重らからなるグループで、1938年10月の一斉検挙により崩壊した。第二期のグループは第一期崩壊後に春日正一、山代吉宗、山代巴、徳毛宜策、加藤四海、酒井定吉によって構成されたが、このグループも1940年5月前後の検挙により崩壊した。
なお、第一期グループに属していた芝寛は企画院属の地位にあって同院内部およびその周辺の若手革新官僚と連絡を持っていたため、彼の検挙が企画院事件のうち「判任官グループ事件」として知られる弾圧事件を引き起こすこととなった。